# Uniola
Genre
Uniola est un genre de plantes monocotylédones de la famille des Poaceae, sous-famille des Chloridoideae, originaire d'Amérique du Nord, qui comprend cinq espèces.
Ce sont des plantes herbacées vivaces, rhizomateuses ou stolonifères, aux tiges pouvant atteindre 220 cm de long.
Ces plantes halophytes, se rencontrent dans des habitats ouverts, notamment dans les dunes de sable et les salines. 
Une des espèces de ce genre, Uniola paniculata est utilisée pour renforcer et stabiliser les dunes sur le littoral du sud des États-Unis.

## Liste d'espèces
Selon World Checklist of Selected Plant Families (WCSP) (30 avril 2017) :
- Uniola condensata Hitchc. (1927)
- Uniola paniculata L. (1753)
- Uniola peruviana Laegaard & Sánchez Vega (1990)
- Uniola pittieri Hack. (1902)
- Uniola virgata (Poir.) Griseb. (1864)